# Khalil Bendib
Khalil Bendib (* in Paris) ist ein algerischer bildender Künstler und Politkarikaturist. Er wurde während des Algerischen Bürgerkriegs geboren, verbrachte drei Jahre in Marokko, bevor er mit sechs Jahren nach Algerien zurückkehrte. Nachdem er seinen Bachelor-Abschluss erreicht hatte, verließ er Algerien mit 20 Jahren. Zurzeit wohnt er in Berkeley (Kalifornien). 1982 erwarb er seinen Master-Abschluss an der University of Southern California.
Bendib wurde ein professioneller Politkarikaturist und Bildhauer/Keramiker. 1995 kündigte Bendib eine Stelle, die er seit acht Jahren innegehabt hatte, um für die Gannett Newspapers zu arbeiten (basierend auf San Bernardino County Sun). 
Bendib verbreitet seine politischen Karikaturen meist über das Internet, wobei er unabhängig von alternativen Medienunternehmen außerhalb der Mainstream-Medien von Unternehmen agiert. Als im August 2007 sein erstes Buch Mission Accomplished: Wicked Cartoons by America's Most Wanted Political Cartoonist (deutsch: Mission ausgeführt: freche Karikaturen von Amerikas beliebtestem Politkarikaturisten) erschien, waren Bendibs Karikaturen in mehr als 1700 kleinen und mittelgroßen Zeitungen erschienen. 
Zusätzlich zu seiner Arbeit als Karikaturist ist Bendib Co-Moderator einer wöchentlichen einstündigen Radiosendung namens Voices of the Middle East and Noth Africa (deutsch: Stimmen des Mittleren Ostens und Nordafrikas) beim Sender KPFA des Pacifica Radios in Berkeley (Kalifornien).
2008 veranstaltete Bendib eine Satirekampagne für den Präsidenten der Vereinigten Staaten von Amerika, in der er forderte, der erste mulimisch-amerikanische Kandidat zu sein. Allerdings überholte ihn 2000 Randall A. Venson, ein tatsächlicher Kandidat.

## Bibliographie
- Mission Accomplished: Wicked Cartoons by America's Most Wanted Political Cartoonist, Olive Branch Press/Interlink Books, 2007.